# Fantasia erotica in concerto
Fantasia erotica in concerto è un film del 1985 diretto da Angel Valery (alias Angelo Pannacciò).

## Trama
Una signora depravata gestisce una casa d'appuntamento dove si consumano amplessi di ogni tipo, in prevalenza saffici. La padrona di casa per prima si mette in gioco col proprio corpo.